# Bazzania gaudichaudii
Bazzania gaudichaudii là một loài rêu tản trong họ Lepidoziaceae. Loài này được (Gottsche ex Stephani) Schiffner miêu tả khoa học lần đầu tiên năm 1898.